# Thomisops sulcatus
Thomisops sulcatus är en spindelart som beskrevs av Simon 1895. Thomisops sulcatus ingår i släktet Thomisops och familjen krabbspindlar. Inga underarter finns listade i Catalogue of Life.